# 봉산면 (예산군)
봉산면(鳳山面)은 대한민국의 충청남도 예산군에 설치된 면이다.

## 개요
1914년 4월 1일 부군(府郡)폐합시 봉산면을 관할하던 덕산군이 대흥군과 함께 예산군에 흡수되어 없어지고 대신 예산군 내에 12개 면을 설치하였는데 덕산군에 속해있던 내야면 (內也面)의 서림외 20개 행정구역 동리(洞里)와 외야면의 화전외 16개동리 그리고 고현내면(古縣內面)의 군대리(君垈里)와 면천군 마산면(馬山面)의 대곡리(大谷里) 일부를 병합하여 내야면의 봉동과 외야면의 마산리에서 한자씩을 취하여 봉산면이라 하고 고도리, 구암리, 봉림리, 사석리, 하평리, 옥전리, 당곡리, 시동리, 효교리, 대지리, 화전리, 궁평리, 금치리, 옹안리, 마교리 등15개리를 관할하며 예산군에 속하게 되었다.

## 행정 구역
| 법정리 | 행정리                             | 비고                  |
| ------ | ---------------------------------- | --------------------- |
| 고도리 | 고도리                             | 면행정복지센터 소재지 |
| 구암리 | 구암리                             |                       |
| 궁평리 | 궁평1리, 궁평2리                   |                       |
| 금치리 | 금치1리, 금치2리                   |                       |
| 당곡리 | 당곡리                             |                       |
| 대지리 | 대지1리, 대지2리, 대지3리, 대지4리 |                       |
| 마교리 | 마교리                             |                       |
| 봉림리 | 봉림리                             |                       |
| 사석리 | 사석리                             |                       |
| 시동리 | 시동리                             |                       |
| 옥전리 | 옥전리                             |                       |
| 옹안리 | 옹안리                             |                       |
| 하평리 | 하평1리, 하평2리                   |                       |
| 화전리 | 화전리                             |                       |
| 효교리 | 효교1리, 효교2리                   |                       |

## 교육
| 학교명            | 소재지                        | 비고                     |
| ----------------- | ----------------------------- | ------------------------ |
| 봉산초등학교      | 봉산면 봉산로 369-10 (구암리) |                          |
| 매봉초등학교      | 봉산면 봉산로 643 (옹안리)    | 1999년 폐교              |
| 효창초등학교      | 봉산면 효교3길 48-35 (효교리) | 1999년 폐교              |
| (구) 덕산중학교   | 봉산면 하평1길 46 (효교리)    | 2018년 내포신도시로 이전 |
| (구) 덕산고등학교 | 봉산면 하평1길 46 (효교리)    | 2018년 내포신도시로 이전 |